# Bawół (herb szlachecki)
Bawół I (niekiedy: Tur lub Byk) – inflancki herb szlachecki.

## Opis herbu
W polu srebrnym lub złotym bawół czarny. W klejnocie nad hełmem w koronie dwa rogi myśliwskie.

## Historia herbu
Herb przybył do Inflant w 1150 roku.

## Herbowni
Bagniewski, Łomżelski, Tyzenhauz, Wołowski.